# Тюрдинская
Тюрдинская — деревня в Тарногском районе Вологодской области.
Входит в состав Тарногского сельского поселения (с 1 января 2006 года по 8 апреля 2009 года входила в Кокшеньгское сельское поселение), с точки зрения административно-территориального деления — в Верхнекокшеньгский сельсовет.
Расстояние до районного центра Тарногского Городка по автодороге — 30 км. Ближайшие населённые пункты — Кузьминская, Шалимовская, Борисовская.
По переписи 2002 года население — 12 человек.